# 21.ª etapa da Volta a França de 2018
A 21ª etapa da Volta a França de 2018 teve lugar a 29 de julho de 2018 entre Houilles e Avenida dos Campos Elísios sobre um percurso de 115 km.

## Classificação da etapa
| \| Classificação por etapas \| Classificação por etapas \| Classificação por etapas \| Classificação por etapas \| Classificação por etapas \| \| Ciclista \| Ciclista \| Equipe \| Tempo \| \| \| ------------------------ \| ------------------------ \| -------------------------- \| ------------------------ \| ------------------------ \| \| 1. \| Alexander Kristoff \| UAE Team Emirates \| 2h46m36s \| \| \| 2. \| John Degenkolb \| Trek-Segafredo \| + 0s \| \| \| 3. \| Arnaud Démare \| Groupama-FDJ \| + 0s \| \| \| 4. \| Edvald Boasson Hagen \| Dimension Data \| + 0s \| \| \| 5. \| Christophe Laporte \| Cofidis, Solutions Crédits \| + 0s \| \| \| 6. \| Maximiliano Richeze \| Quick-Step Floors \| + 0s \| \| \| 7. \| Sonny Colbrelli \| Bahrain-Merida \| + 0s \| \| \| 8. \| Peter Sagan \| Bora-Hansgrohe \| + 0s \| \| \| 9. \| Andrea Pasqualon \| Wanty-Groupe Gobert \| + 0s \| \| \| 10. \| Jasper De Buyst \| Lotto-Soudal \| + 0s \| \| |                      |                            |          |
| |                      |                            |          |
| Fonte: ProCyclingStats |                      |                            |          |
| Classificação por etapas |                      |                            |          |
| Ciclista | Ciclista             | Equipe                     | Tempo    |
| 1. | Alexander Kristoff   | UAE Team Emirates          | 2h46m36s |
| 2. | John Degenkolb       | Trek-Segafredo             | + 0s     |
| 3. | Arnaud Démare        | Groupama-FDJ               | + 0s     |
| 4. | Edvald Boasson Hagen | Dimension Data             | + 0s     |
| 5. | Christophe Laporte   | Cofidis, Solutions Crédits | + 0s     |
| 6. | Maximiliano Richeze  | Quick-Step Floors          | + 0s     |
| 7. | Sonny Colbrelli      | Bahrain-Merida             | + 0s     |
| 8. | Peter Sagan          | Bora-Hansgrohe             | + 0s     |
| 9. | Andrea Pasqualon     | Wanty-Groupe Gobert        | + 0s     |
| 10. | Jasper De Buyst      | Lotto-Soudal               | + 0s     |

## Classificações ao final da etapa

### Classificação geral
| \| Classificação geral \| Classificação geral \| Classificação geral \| Classificação geral \| Classificação geral \| \| Ciclista \| Ciclista \| Equipe \| Tempo \| \| \| ------------------- \| ------------------- \| ------------------- \| ------------------- \| ------------------- \| \| 1. \| Geraint Thomas \| Team Sky \| 83h17m13s \| \| \| 2. \| Tom Dumoulin \| Team Sunweb \| + 1m51s \| \| \| 3. \| Chris Froome \| Team Sky \| + 2m24s \| \| \| 4. \| Primož Roglič \| LottoNL-Jumbo \| + 3m22s \| \| \| 5. \| Steven Kruijswijk \| LottoNL-Jumbo \| + 6m08s \| \| \| 6. \| Romain Bardet \| AG2R La Mondiale \| + 6m57s \| \| \| 7. \| Mikel Landa \| Movistar Team \| + 7m37s \| \| \| 8. \| Daniel Martin \| UAE Team Emirates \| + 9m05s \| \| \| 9. \| Ilnur Zakarin \| Katusha-Alpecin \| + 12m37s \| \| \| 10. \| Nairo Quintana \| Movistar Team \| + 14m18s \| \| |                   |                   |           |
| |                   |                   |           |
| Fonte: ProCyclingStats |                   |                   |           |
| Classificação geral |                   |                   |           |
| Ciclista | Ciclista          | Equipe            | Tempo     |
| 1. | Geraint Thomas    | Team Sky          | 83h17m13s |
| 2. | Tom Dumoulin      | Team Sunweb       | + 1m51s   |
| 3. | Chris Froome      | Team Sky          | + 2m24s   |
| 4. | Primož Roglič     | LottoNL-Jumbo     | + 3m22s   |
| 5. | Steven Kruijswijk | LottoNL-Jumbo     | + 6m08s   |
| 6. | Romain Bardet     | AG2R La Mondiale  | + 6m57s   |
| 7. | Mikel Landa       | Movistar Team     | + 7m37s   |
| 8. | Daniel Martin     | UAE Team Emirates | + 9m05s   |
| 9. | Ilnur Zakarin     | Katusha-Alpecin   | + 12m37s  |
| 10. | Nairo Quintana    | Movistar Team     | + 14m18s  |

### Classificação por pontos
| Classificação por pontos | Classificação por pontos | Classificação por pontos | Classificação por pontos | Classificação por pontos |
| Ciclista                 | Ciclista                 | Equipe                   | Pontos                   |                          |
| ------------------------ | ------------------------ | ------------------------ | ------------------------ | ------------------------ |
| 1.                       | Peter Sagan              | Bora-Hansgrohe           | 477 pts                  |                          |
| 2.                       | Alexander Kristoff       | UAE Team Emirates        | 246 pts                  |                          |
| 3.                       | Arnaud Démare            | Groupama-FDJ             | 203 pts                  |                          |
| 4.                       | John Degenkolb           | Trek-Segafredo           | 178 pts                  |                          |
| 5.                       | Julian Alaphilippe       | Quick-Step Floors        | 143 pts                  |                          |
| 6.                       | Greg Van Avermaet        | BMC Racing Team          | 134 pts                  |                          |
| 7.                       | Andrea Pasqualon         | Wanty-Groupe Gobert      | 115 pts                  |                          |
| 8.                       | Geraint Thomas           | Team Sky                 | 110 pts                  |                          |
| 9.                       | Sonny Colbrelli          | Bahrain-Merida           | 104 pts                  |                          |
| 10.                      | Daniel Martin            | UAE Team Emirates        | 98 pts                   |                          |

### Classificação da montanha
| Classificação da montanha | Classificação da montanha | Classificação da montanha | Classificação da montanha | Classificação da montanha |
| Ciclista                  | Ciclista                  | Equipe                    | Pontos                    |                           |
| ------------------------- | ------------------------- | ------------------------- | ------------------------- | ------------------------- |
| 1.                        | Julian Alaphilippe        | Quick-Step Floors         | 170 pts                   |                           |
| 2.                        | Warren Barguil            | Fortuneo-Samsic           | 91 pts                    |                           |
| 3.                        | Rafał Majka               | Bora-Hansgrohe            | 76 pts                    |                           |
| 4.                        | Geraint Thomas            | Team Sky                  | 74 pts                    |                           |
| 5.                        | Tom Dumoulin              | Team Sunweb               | 63 pts                    |                           |
| 6.                        | Primož Roglič             | LottoNL-Jumbo             | 56 pts                    |                           |
| 7.                        | Daniel Martin             | UAE Team Emirates         | 41 pts                    |                           |
| 8.                        | Nairo Quintana            | Movistar Team             | 40 pts                    |                           |
| 9.                        | Tanel Kangert             | Astana                    | 39 pts                    |                           |
| 10.                       | Steven Kruijswijk         | LottoNL-Jumbo             | 36 pts                    |                           |

### Classificação da jovens
| Classificação dos jovens | Classificação dos jovens | Classificação dos jovens  | Classificação dos jovens | Classificação dos jovens |
| Ciclista                 | Ciclista                 | Equipe                    | Tempo                    |                          |
| ------------------------ | ------------------------ | ------------------------- | ------------------------ | ------------------------ |
| 1.                       | Pierre Latour            | AG2R La Mondiale          | 83h39m26s                |                          |
| 2.                       | Egan Bernal              | Team Sky                  | + 5m39s                  |                          |
| 3.                       | Guillaume Martin         | Wanty-Groupe Gobert       | + 22m05s                 |                          |
| 4.                       | David Gaudu              | Groupama-FDJ              | + 1h07m48s               |                          |
| 5.                       | Daniel Felipe Martínez   | EF Education First-Drapac | + 1h16m25s               |                          |
| 6.                       | Antwan Tolhoek           | LottoNL-Jumbo             | + 1h16m48s               |                          |
| 7.                       | Søren Kragh Andersen     | Team Sunweb               | + 1h44m10s               |                          |
| 8.                       | Stefan Küng              | BMC Racing Team           | + 1h45m01s               |                          |
| 9.                       | Marc Soler               | Movistar Team             | + 1h56m38s               |                          |
| 10.                      | Magnus Cort              | Astana                    | + 2h10m13s               |                          |

### Classificação por equipas
| Classificação por equipes | Classificação por equipes | Classificação por equipes | Classificação por equipes |
| Equipe                    | Equipe                    | Tempo                     |                           |
| ------------------------- | ------------------------- | ------------------------- | ------------------------- |
| 1.                        | Movistar Team             | 242h05m05s                |                           |
| 2.                        | Bahrain-Merida            | + 12m09s                  |                           |
| 3.                        | Sky                       | + 31m14s                  |                           |
| 4.                        | Lotto NL-Jumbo            | + 47m24s                  |                           |
| 5.                        | Astana                    | + 1h14m38s                |                           |
| 6.                        | Team Sunweb               | + 1h58m54s                |                           |
| 7.                        | AG2R La Mondiale          | + 2h15m49s                |                           |
| 8.                        | BMC Racing Team           | + 2h35m45s                |                           |
| 9.                        | Quick-Step Floors         | + 3h06m17s                |                           |
| 10.                       | Mitchelton-Scott          | + 3h13m41s                |                           |